# أبولفاس قراييف
ابولفاس مرسل أوغلو قاراييف - (بالأذربيجانية : Əbülfəs Mürsəl oğlu Qarayev), ( نوفمبر, عام 1956، باكو، أذربيجان) وزير الثقافة في جمهورية أذربيجان .

## حياته
ولد أبولفاز مرسل أوغلو قراييف في 13 نوفمبر, عام 1956, في مدينة باكو, في أسرة مرسل قراييف, الذي كان ابن الطبيب أبولفاز قاراييف وشقيق الملحن قار قاراييف.
بدأ إلى دراسته في مدرسة رقم 23, في عام 1963, و تخرج من نفس المدرسة في عام 1973.
في السنوات 1973-1978, درس في المعهد التربوي الأذربيجاني للغات الأجنبية.
من عام 1978 حتى عام 1980 خدم في صفوف الجيش السوفياتي.
وفقًا لأمر رئيس جمهورية أذربيجان إلهام علييف تم منح أبولفس قاراييف وسام «شهرة»,في 11 نوفمبر, 2016

## المسؤوليات والوظائف
- إشتغل كأستاء للغة الإنجليزية في مدرسة إسمه م.عزيزبايوف في ناحية ساعتلي, في عام 1978.
- كان مديرا للقسم التنظيمي في اللجنة المركزية لاتحاد الشباب اللينيني كومسومول مابين 1980-1985.
- كان استاذا رئيسيا في دورات الإدارة والتسويق التابعة للأكاديمية الروسية للإدارة في عام 1992.
- كما عمل في قسم الدراسات الثقافية في معهد باكو للعلوم السياسية والإدارة الاجتماعية في 1992-1993
- عمل مديرًا للمشروعات الصغيرة «إمبروتيكس كوميرس» في 1993-1994
- كان عضوا في اللجنة المركزية للحزب الشيوعي السوفيتي, و تم انتخابه النائب في السوفياتي الشعب لنواب في ناحية نريمانوف ما بين1980-1991.
- كان وزير الشباب و الرياضة, مابين 1994-2001.
- كان وزير الشباب و الرياضة و السياحة,مابين 2001-2006
- كان وزير الثقافة والسياحة, مابين 2006-2018.
- تم تعيينه وزيرا للثقافة في جمهورية أذربيجان, في عام 2018.

## الجوائز

وسام «شهرة» (أذربيجان)

• وسام شهرة (أذربيجان)